# Goguette des Joyeux
Ne doit pas être confondu avec Goguette des Joyeux Amis.
La goguette des Joyeux  a été fondée en septembre 1792 dans le village de Belleville aux portes de Paris. Elle offrait la particularité de ne compter dans ses rangs que des membres de plus de 60 ans, un âge vénérable pour l'époque.

## Historique
Son existence dure au moins 53 ans. En 1845 elle fonctionne toujours. Elle est alors la doyenne des goguettes de Paris, les goguettes étant surtout apparues à la Restauration. Elle fait l'objet de plusieurs dessins par le caricaturiste Honoré Daumier.

### LesJoyeuxvus par L. Couailhac en 1844
Louis Couailhac écrit en 1844 :

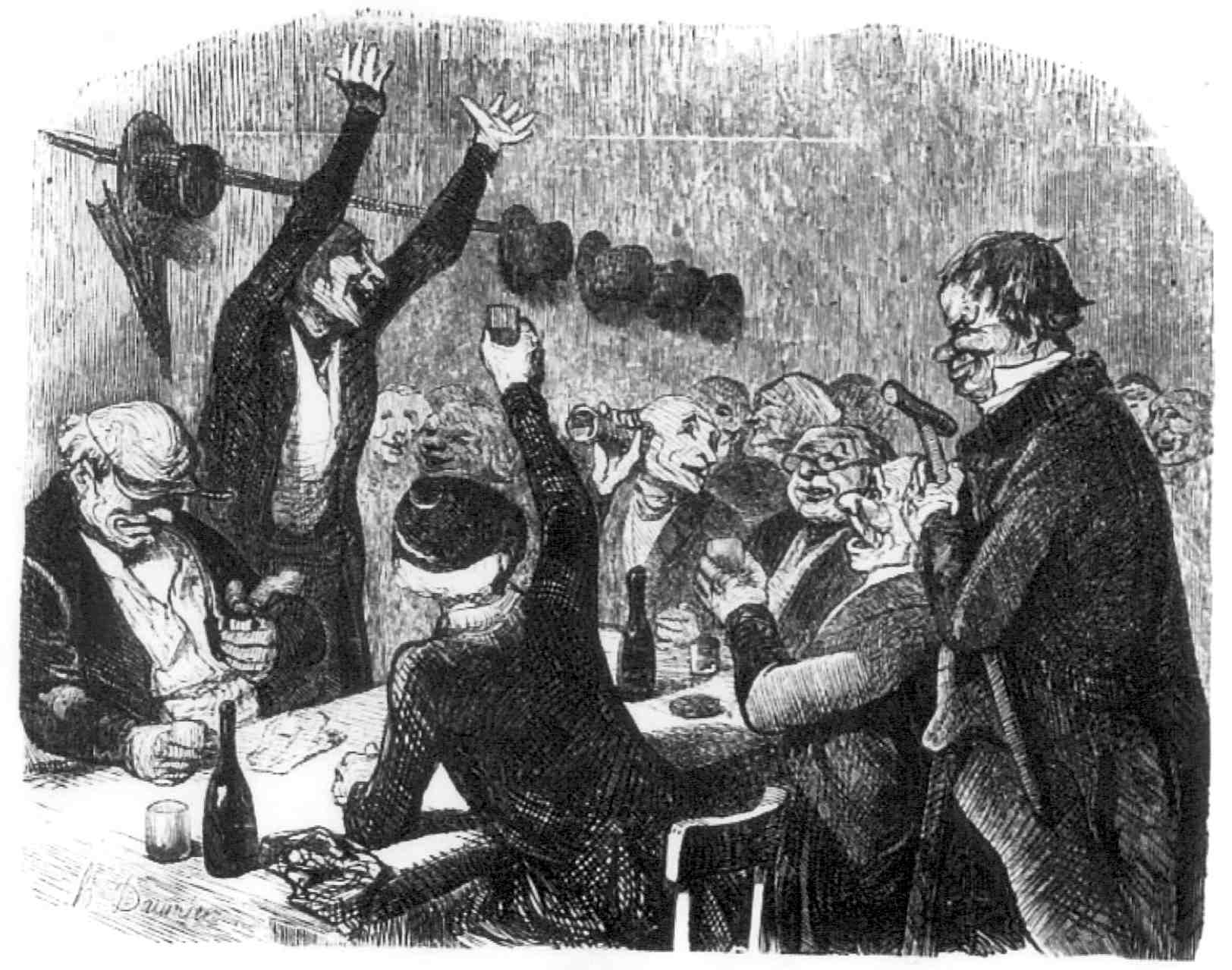

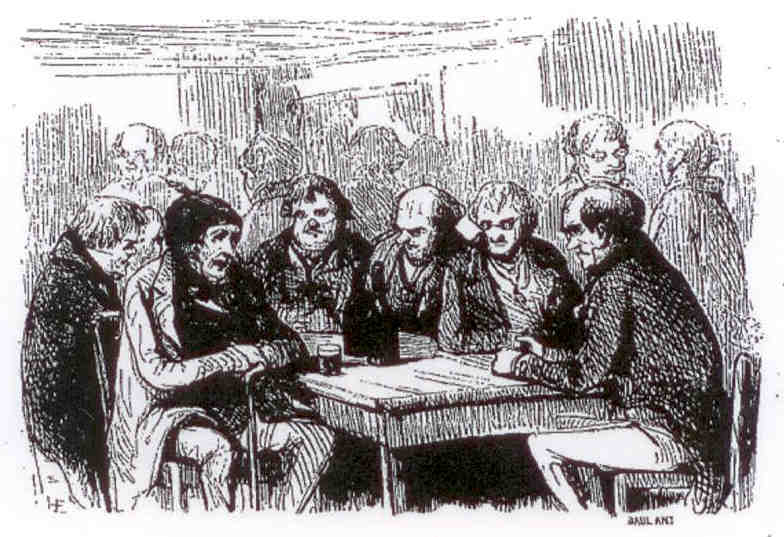
La goguette des Joyeux vus par Daumier en 1844, 52 ans après sa fondation en 1792. Dessins extraits de Paris chantant, Romances, chansons et chansonnettes contemporaines, par Marc Fournier, etc., Lavigne éditeur, Paris 1845, page 26 et de La grande ville : nouveau tableau de Paris, comique, critique et philosophique par MM. Paul de Kock, Balzac, Dumas, etc. illustrations de Gavarni, Victor Adam, Daumier, etc. Marescq éditeur, Paris 1844. Ces deux dessins font visiblement partie d'une série de dessins croqués sur le vif par Daumier.

Honneur aux anciens! Ne passons pas sans nous incliner devant les Joyeux.
Les Joyeux avaient deviné le bel avenir qui était réservé au chant populaire, et devançant leur époque, ils s'étaient constitués en société lyrico-bachique dès 1792. Leur première réunion eut lieu chez Louvain, à l'Île d'Amour, de Belleville, et depuis ils furent toujours fidèles au culte de leur berceau. La police impériale parut se préoccuper assez peu de leurs flons-flons, et les laissa circuler sans leur demander le mot d'ordre ; elle était peut-être bien aise que le peuple chantât de temps en temps pour égayer la situation.
Les Joyeux, qui respiraient à peine sous l'œil sévère de Fouché et de M. de Rovigo, relevèrent la tête lorsque la Charte octroyée nous fit tant de belles promesses qu'elle a si mal tenues ; ils devinrent la tête de colonne de cette grande armée de la chanson qui marcha avec l'opposition de quinze ans à la conquête des libertés publiques, et démolit la monarchie bourbonienne à coups de refrains et de farida dondaine!
À cette époque, les Joyeux, qui ne s'étaient pas recrutés depuis la fondation, et chez lesquels la mort avait fait des vides, sentirent le besoin de renforcer leur bataillon. Mais ils prirent une résolution qui devait leur conserver ce cachet d'antiquité dont ils étaient justement fiers, et leur imprimer en quelque sorte une date. Ils décidèrent que nul ne pourrait être admis dans la société des Joyeux, s'il n'avait atteint l'âge de soixante ans. Du reste, ils se réservaient la faculté de recevoir à leur tablée des visiteurs plus jeunes, qui viendraient se former à ces grands exemples et allumer leur verve au foyer sacré ; l'école des néophytes à côté de l'aréopage.

### LesJoyeuxvus par Marc Fournier en 1845
Marc Fournier écrit :
...nous pardonnerait-on d'avoir parlé des goguettes sans que le nom des Joyeux soit venu de lui-même se placer sous notre plume ? Les Joyeux sont aujourd'hui la plus ancienne des sociétés chantantes. Ils datent d'une époque où il fallait rire à tout prix, sous peine de mourir de peur... Ils sont nés aux vendanges de septembre 1792. (...)
Pour faire partie de cette société, éminemment amie de la vieille gaieté française, il faut prouver, par acte de l'état civil, ou par notoriété publique, qu'on a passé l'âge de la soixantaine, et produire comme pièces à l'appui :
1° Une mâchoire veuve de toute espèce de molaire ou incisive;
2° Un crâne du poli le plus incontestable.
La perruque est tolérée.
Ils sont là une quarantaine de vénérables lurons qui passent leur temps à déblatérer contre ces impertinents blancs-becs dont les dents tiennent encore, marauds qui n'ont même pas la cinquantaine, et qui se permettent de fumer ou de boire comme de grandes personnes.